# 易秀湘
易秀湘（1905年—1954年），江西赣县人，中华人民共和国政治人物。

## 生平
1926年，易秀湘参加农民协会并任农民自卫军队长，1930年任赣县良口区苏维埃政府经济委员，后任区游击大队特务长，同年编入中国工农红军红三十五军第308团，任团军需员，后历任红三十五军总务科科长、红独立第三师连政治指导员、红二十二军政卫连政治委员、红六十六师政治部党支部书记、红一军团第一师第三团政治部总支书记等职。1934年10月，参加长征。次年5月，任红一军团第一师政治部组织科副科长。8月，因病调红一军团野战医院休养，任该医院党总支书记。1934年10月，抵达陕北，任红军第一后方医院政治委员，尽心竭力抓好医院各项工作。1937年8月后，历任中央军委卫生部政治部主任、政治委员、总政治部直属工作部部长、总后勤部政治部主任等职。1940年后，任中央军委供给部部长。1941年底，为中共中央管理局局长、任中央军委后勤部部长。后任中共中央晋察分局委员兼冀热辽贸易局局长、泰华贸易公司总经理。
1946年，抵东北任西满军区副参谋长、后勤副司令员。不久、转地方，先后任东北贸易总局第二局局长、东北商业部副部长、东北财经委员会副主任等职。1949年10月，率部随军南下抵广州，任华南财委会副主任兼广东省财政厅厅长，在主持华南财经工作。1952年，任华南垦殖局副局长。1953年，相继任中共中央中南局委员、中南财经委员会副主任、广东省人民政府副主席兼计划委员会主任、中共中央华南分局常务委员等职。